# Club Sport Cartaginés
El Club Sport Cartaginés és un club costa-riqueny de futbol de la ciutat de Cartago.

## Història
El Club Sport Cartaginés va ser fundat el 6 de juliol de 1906 per Willie Perie i un grup de descendents i immigrants anglesos. L'uniforme original del club era vermell i negre. El club, però, pràcticament es desfeu després del terratrèmol que sofrí la ciutat de Cartago cap al 1910. L'equip tornà a l'activitat el 1914 amb el nom d'Americano. Cap al 1921 adoptà els seus actuals nom i colors.

## Palmarès
- Lliga costa-riquenya de futbol:[2]
  - 1923, 1936, 1940

- Copa de Campions de la CONCACAF: 
  - 1994